# St. Elisabeth (Hagen)

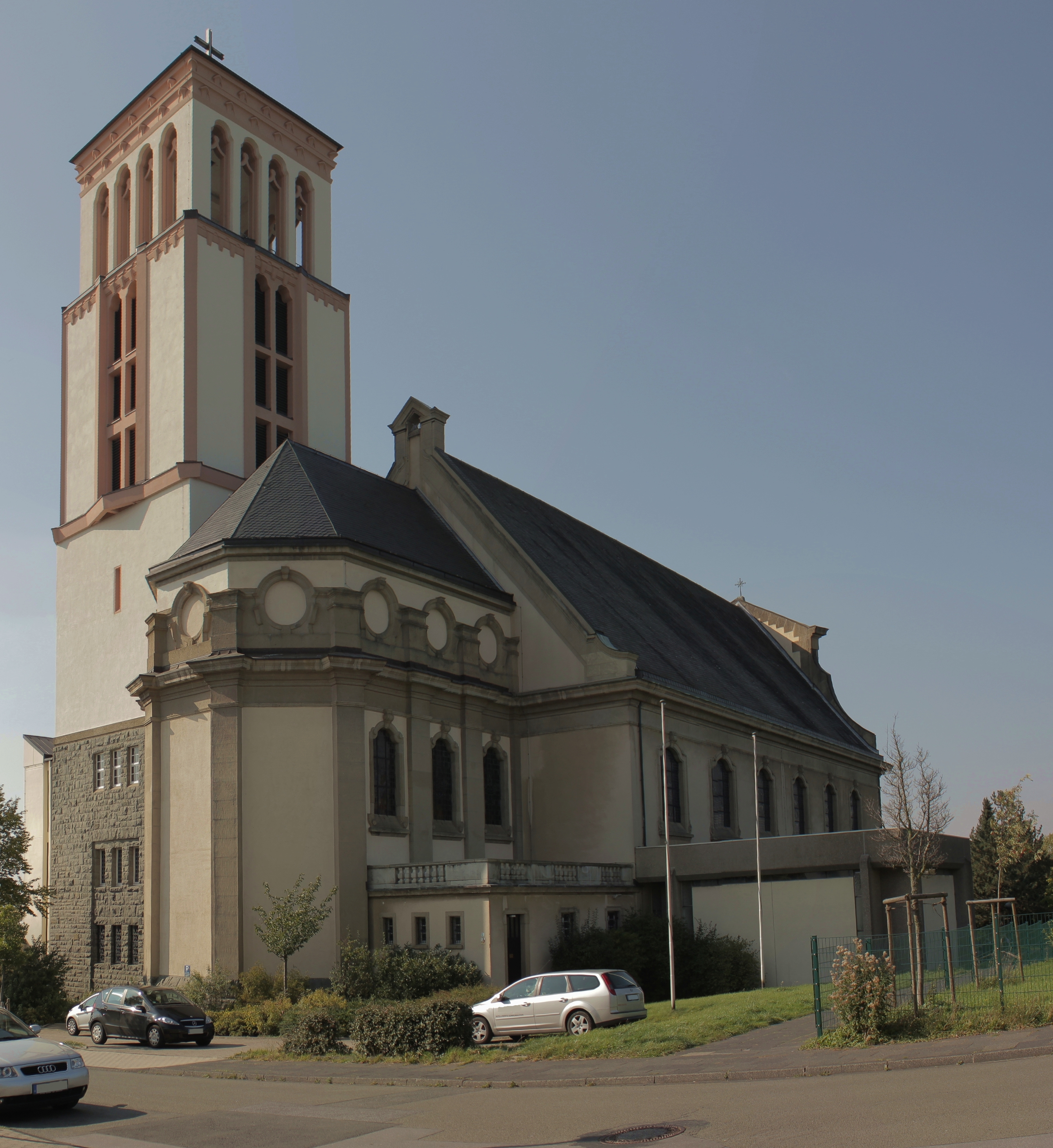
St.-Elisabeth-Kirche in Hagen

St. Elisabeth ist eine römisch-katholische Kirche in Hagen, Nordrhein-Westfalen.
Die Grundsteinlegung der Kirche fand am 28. Juni 1925 statt, die Kirchweihe erfolgte am 18. April 1927. Der erste Pfarrer der Pfarrvikarie war Pater Ubald Michels OFM. Die in neobarocken Formen gehaltene Kirche trägt das Patrozinium der hl. Elisabeth. Am 1. April 1934 wurde aus der Pfarrvikarie eine eigenständige Kirchengemeinde. Bis zum 16. Oktober 1988 leiteten Franziskanerpatres die Gemeinde, daher auch der volkstümliche Name Klosterkirche.
Heute bildet die Pfarrei St. Elisabeth mit der Pfarrei Heilig Geist, Hagen-Emst, den Pastoralverbund Hagen-Mitte im Erzbistum Paderborn. Seit Herbst 2009 befindet sich in der Werktagskapelle die Junge Kirche des Dekanats Hagen-Witten.
Das vierstimmige Gussstahlgeläut wurde 1954 angeschafft und erklingt in cis'-e'-fis'-a'.
Am 29. Mai 2024 riss eine Windhose das Kirchturmdach ab.